# هذیان (مجموعه تلویزیونی)
هذیان (انگلیسی: Delusion؛‏ کره‌ای: 현혹) مجموعه تلویزیونی محصول کره جنوبی بر پایه وب‌تونی با همین نام اثر هونگ‌جاک‌گا است. این مجموعه به کارگردانی هان جه ریم و با بازی به سوزی و کیم سون هو است. هذیان به تهیه‌کنندگی شوباکس و مگنوم ناین است و قرار است در سال ۲۰۲۶ از دیزنی پلاس منتشر شود.

## خلاصه داستان
داستان این مجموعه در گیونگ‌سونگ سال ۱۹۳۵ جریان دارد و دربارهٔ یون یی هو، هنرمندی درگیر با مشکلات مالی است که از سوی بانوی مرموز و گوشه‌گیر، سونگ جونگ هوا، مأمور می‌شود تا پرتره‌ای از او ترسیم کند. در یکی از معدود لحظاتی که وی اجازه می‌دهد دیده شود، یون یی هو با زنی جوان روبه‌رو می‌شود؛ اما او از وی می‌خواهد تصویری از نسخهٔ پیرش نقاشی کند. در میان لوازم نقاشی هنرمند قبلی، نامه‌ای نگران‌کننده پیدا می‌شود. یون یی هو درمی‌یابد که هیچ نقاشی تاکنون خانهٔ سونگ جونگ هوا را زنده یا با سلامت روانی ترک نکرده است. با عمیق‌تر شدن رازها، او درمی‌یابد که این زن چه چیزی را پنهان کرده و انجام این پرتره چه پیامدهایی ممکن است داشته باشد.

## بازیگران

### اصلی
- به سوزی در نقش بانو سونگ جونگ هوا، یک خون‌آشام[۲]
- کیم سون هو در نقش یون یی هو، یک نقاش[۳][۴]
- هو جون هو[۵]
- چوی هیون ووک[۶]
- کیم یونگ کوانگ در نقش کی[۷]

## تولید

### توسعه
در ژوئن ۲۰۲۱، شوباکس اعلام کرد که قصد دارد مجموعه‌های تلویزیونی بر پایهٔ وب‌تون‌هایی همچون جادوگر و هذیان تولید کند. این شرکت همچنین برنامه دارد مجموعه‌هایی ویژهٔ پلتفرم‌های استریم تولید کند، به ویژه در شرایطی که پلتفرم‌های جهانی مانند دیزنی پلاس در حال ورود به بازار کره جنوبی هستند.
در ۲ سپتامبر ۲۰۲۱، یکی از منابع داخلی صنعت سینما گزارش داد که کارگردان هان جه ریم تولید نسخهٔ مجموعه تلویزیونی از وب‌تون هذیان را آغاز کرده است. این وب‌تون که در ژانر معمایی، ترسناک و درام تاریخی قرار می‌گیرد، در گیونگ‌سونگ سال ۱۹۳۵ و شانگهای قرن نوزدهم روایت می‌شود و داستان یک خون‌آشام مرموز را بازگو می‌کند. هذیان نخستین بار در سال ۲۰۱۹ در ناور وب‌تون منتشر شد و محبوبیت زیادی به دست آورد. مجموعه تلویزیونی هذیان در حال حاضر در مراحل اولیهٔ تولید قرار دارد و توسط شوباکس و مگنوم ناین در حال توسعه است. در آن زمان، پلتفرم پخش و زمان‌بندی آغاز فیلم‌برداری هنوز مشخص نشده بود.
در ۲۳ مه ۲۰۲۵، دیزنی پلاس تأیید کرد که هذیان را به عنوان یکی از آثار اختصاصی خود در سال ۲۰۲۶ منتشر خواهد کرد. هزینهٔ تولید این مجموعه حدود ۴۵ میلیارد وون برآورد شده است.

### انتخاب بازیگران
در ابتدا، ریو جون یول و هان سو هی برای ایفای نقش‌های یون یی هو و سونگ جونگ هوا در نظر گرفته شده بودند، اما پس از پایان رابطه عاشقانه‌شان در مارس ۲۰۲۴، تصمیم گرفتند در پروژهٔ هذیان شرکت نکنند. در ۳۰ ژوئیه ۲۰۲۴، یکی از مسئولان منیجمنت سوپ به اسپورتس چوسان اعلام کرد که به به سوزی پیشنهادی برای بازی در این مجموعه داده شده و او در حال بررسی آن است. در ابتدا این نقش به به سوزی پیشنهاد شده بود، اما به دلیل تداخل زمانی برنامه‌هایش آن را رد کرده بود. در ادامهٔ مذاکرات، تیم تولید تصمیم گرفت از سیستم بازیگر نقش اول دوگانه استفاده کند و در نهایت کیم سون هو و به سوزی را برای نقش‌های اصلی مرد و زن انتخاب کرد.
در ۲۳ مه ۲۰۲۵، دیزنی پلاس تصاویری از جلسهٔ فیلم‌نامه خوانی با حضور بازیگران به سوزی و کیم سون هو منتشر کرد و به‌طور رسمی حضور آن‌ها در این مجموعه را تأیید کرد.